# Михаило Милошевић
Епископ Михаило Милошевић је био епископ Будимске епархије у периоду од 1716—1728. године
Рођен је у Пећи, где се школовао и замонашио.
О његовом раду не зна се много. Највише је података остало о његовом односу са Будимцима. На месту епископа будимског наследио је епископа Викентија Поповића.
Сачуван тестамент који је написао 16. децембра 1727. године у коме помиње Пећког патријарха, митрополита београдско-карловачког, архијереје, цркве и манастире Будимске епархије, Студеницу, Раванице, Манастир Свете Тројице, Хиландар, Јерусалимску патријаршију, манастир Свете Катарине на Синају, као и светогорске манастире: Свете Ане, Светог Павла, Ивирона, Ставрониките и Зографа.
Умро је 9. фебруара 1728. године. Сахрањен је у Светоуспенском саборном храму у Сентандреји.